# Okres Șoldănești
Șoldănești je okres v Moldavsku. Žije zde okolo 72 000 obyvatel a jeho sídlem je město Șoldănești. Na severu sousedí s moldavskými okresy Florești, na východě s Dubăsari a na jihu Rezina a s Telenești.